# Thomas Daniell
Thomas Daniell (Kingston-on-Thames, 1749 – Londra, 1840) è stato un pittore inglese.

## Biografia
Compì un lungo viaggio in India, dipingendo innumerevoli opere poi raccolte in Oriental scenery (1808).